# Airbourne

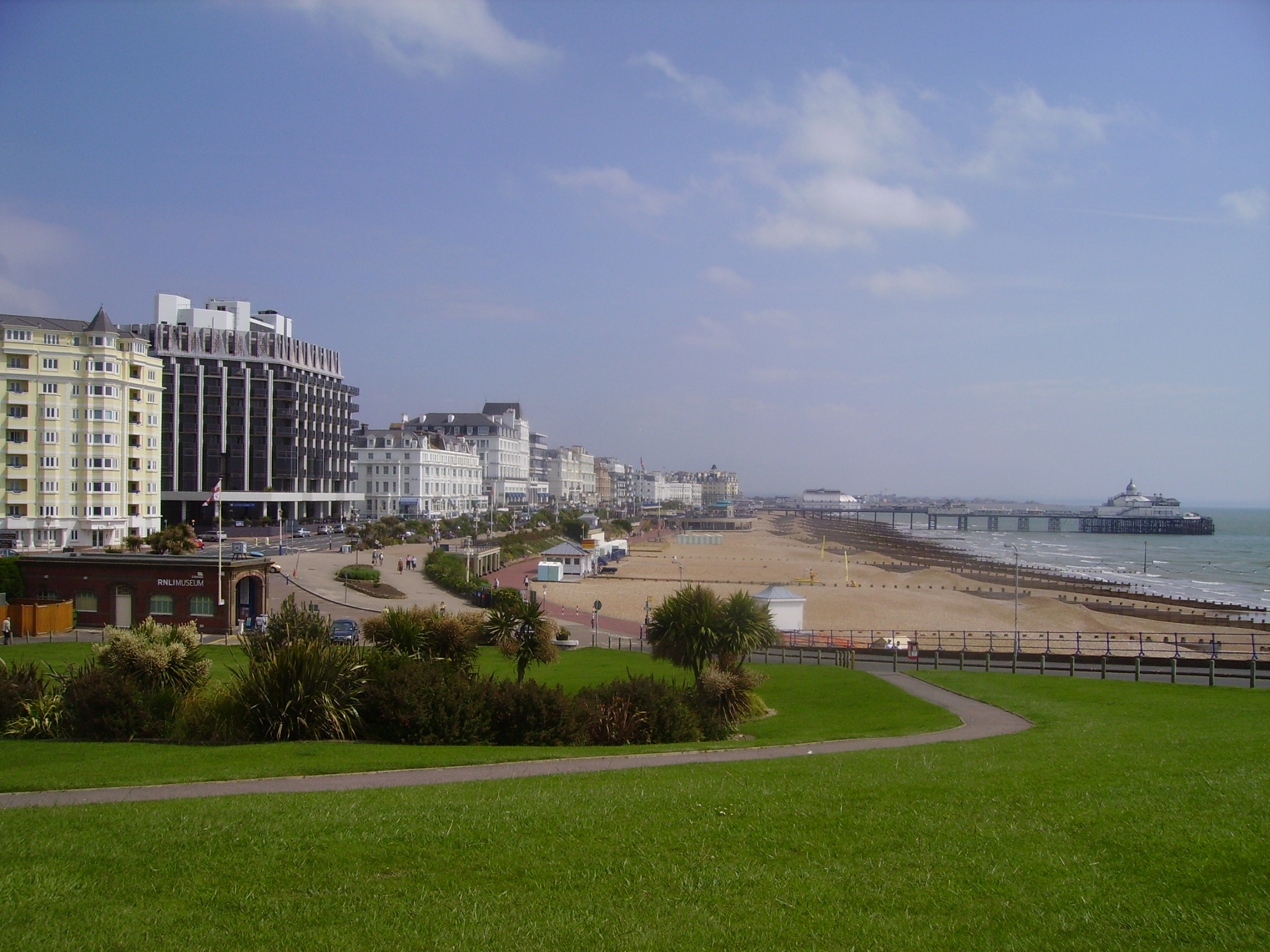
An diesem Küstenabschnitt findet die Airbourne statt.

Airbourne, auch bekannt unter dem Namen „Eastbourne International Airshow“, ist die größte Flugshow der Welt, die an einer Küste ausgetragen wird. Sie findet jedes Jahr Mitte August in Eastbourne am Ärmelkanal in der Grafschaft East Sussex in Großbritannien statt und dauert vier Tage. Die Flugshow machte den Kurort – von dem sich auch ihr Name ableitet – international bekannt. Airbourne entstand 1993 aus einer langen Beziehung zum Red-Arrows-Team. Seitdem wird sie jährlich ausgetragen und lockt unterdessen mehr als eine halbe Million Besucher an.

## Flugshow
Die Flugshow besteht zu einem großen Teil aus nationalen und internationalen militärischen Flugdarbietungen mit Flugzeugen, Fallschirmen und Hubschraubern. Die wohl berühmtesten Flieger sind die Red Arrows, die Kunstflugstaffel der Royal Air Force. Die Airbourne hat Volksfestcharakter und so wird neben den Flugkünsten, die fünf Stunden am Tag die Menge fesseln, auch am Boden für reichlich Unterhaltung gesorgt. Im Jahr 2008 wurden über 80 Darstellungen geboten, welche neben Anderen die Blue Eagles und die Red Arrows, internationale Militär-Düsenflugzeuge, historische Flugzeuge, Helikopter und Freifall-Fallschirmspringer umfassten.

## Finanzierung
Die Flugshow bedeutet für die Stadt Eastbourne einen hohen finanziellen Aufwand. Allein die Red Arrows, die zweimal 15 Minuten fliegen, kosten mehrere Millionen Pfund Sterling. Bis ins Jahr 2008 konnten die Kosten durch die Einnahmen aus Sponsoring, Unterbringung der Touristen, Verkaufsständen, Verkauf der Veranstaltungsprogramme und Souvenirs, Werbung usw. gedeckt werden. Um ein Weiterbestehen zu sichern, wurden der Strand sowie die Promenade gesperrt und als Eintritt 5 £ (ca. 6,40 €) erhoben. Diese Maßnahme wurde vom Publikum allerdings nicht begrüßt und so konnten nur 48.000 Eintrittskarten verkauft werden, wobei die Gewinnschwelle bei 76.000 gewesen wäre. Durch den Ticket-Verkauf wurde die Show als kommerzielle Veranstaltung eingestuft, woraus sich weitere Kosten in Höhe von 100.000 £ (ca. 128.000 €) für die Dienste der Polizei ergaben.
So wurde seitdem wieder auf die Kostenpflicht verzichtet und wieder steigende Besucherzahlen verbucht. Im Jahr 2014 hatten die Red Arrows vier 30-minütige Vorführungen.